# Олимп дьо Же
Олимпе дьо Г. е френска режисьорка и феминистка. Тя заснема множество късометражни филми на сексуална тематика за продукции на Ерика Лъст, преди да се отдаде на създаването на еротично и образователно аудио съдържание, като подкаст Voxxx.

## Филмография

### Продуциране
- Стопадцията на кучки (The Bitchhiker) (късометражен филм, 2016 г., създаден от Ерика Лъст)
- Не ме наричай негодник (Don’t Call Me a Dick) (късометражен филм, 2017, създаден от Ерика Лъст)
- Гледайн ме под лупа (Take Me Through the Looking Glass) късометражен филм, 2017 г., създаден от Ерика Лъст
- Ние сме шибания свят (We are the Fucking World) (късометражен филм, 2017, създаден от Ерика Лъст)
- За последен път (Une dernière fois) (дългометраженфилм 2020, съвместно с Кидам, Олимп де Же, ТопщотФилмс и Канал +)

### Актьорство
- Красива неделя (Un beau dimanche) (късометражен филм на Люси Блъш, 2016)
- Стопадцията на кучки (The Bitchhiker) (късометражен филм, 2016 г., създаден от Ерика Лъст)
- Архитектура на порното късометражен филм (Architecture Porn) (създаден от Ерика Лъст)

### Аудиография
- The Pink App (еротична аудио фантастична поредица, 2018 г., продуцирана от Audible)
- Стая 206 (завладяваща аудио работа, 2018 г., продуцирана от Audible)
- Звукът на секса (аудио документален филм, 2018, за Rinse FM)
- Voxxx (независим подкаст, 2018 и 2019)
- Coxxx (независим подкаст)
- Boxxx (независим подкаст)

## Награди
Олимп де Же получава множество награди, от които награда за Най-неудобен транс късометражен (Most Tantalizing Trans Shor)t за филма „Ние сме шибания свят“ (We Are the (Fucking) World) в Торонто на Международни порно-Филмов Фестивал, Награда за категория „Инсомния“ (Insomnia Award) с филма „Не ме наричай негодник“ (Don’t Call Me a Dick) от La Guarimba Film Festival, и награда за късометражен експериментален филм със същия филм то Cine Kink.